# Bi-Autogo

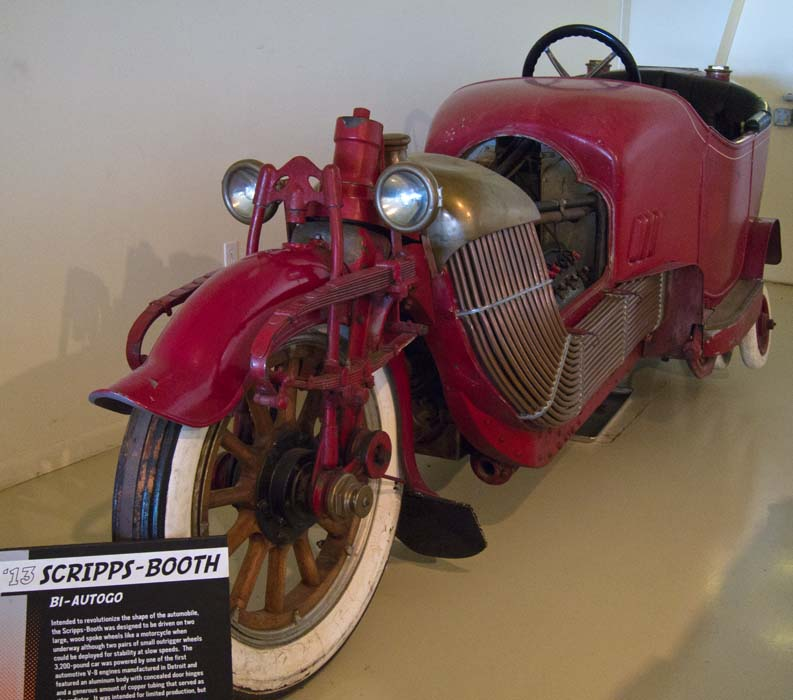
Bi-Autogo met verwijderde motorkap. De koperen buizen aan de zijkant dienen als radiateur

De Bi-Autogo was een Amerikaans prototype van een motorfiets uit 1913.
Het werd bedacht door James Scripps Booth en had twee houten 37 inch spaakwielen, een driezits aluminium carrosserie, een stuurwiel en twee intrekbare zijwieltjes. De aandrijving geschiedde door een 45 pk 6,3 liter V8, de eerste die door een firma uit Detroit gebouwd werd. Andere primeurs waren de eerste claxonknop op het stuur en verborgen deurscharnieren. 
Er was slechts een klein aantal exemplaren gepland, maar het bleef uiteindelijk bij één prototype, dat eigendom is van het Detroit Historical Museum.